# Castelluzzo
Castelluzzo è una frazione del comune italiano di San Vito Lo Capo, nel libero consorzio comunale di Trapani, in Sicilia.

## Origine del nome
Il nome Castelluzzo è legato alla presenza di un piccolo castello in cima ad una rocca, situata nei pressi del paese.

## Geografia
Castelluzzo è situata all’estremità occidentale della Sicilia, tra la riserva dello zingaro e tra la riserva del Monte Cofano.

## Storia
Prima del 1790 la zona non era del tutto coltivata.
La sola parte coltivata di quel periodo, era di proprietà di Pietro D’Ancona.
Dal 1791 il terreno venne diviso e ceduto a diversi proprietari, così facendo si dava inizio alla coltivazione intensiva nella zona.
Nel 1904 Castelluzzo comprendeva circa un centinaio di abitazioni, situate principalmente nei due lati della via principale, mentre le restanti erano sparse per le campagne vicine.
Ai tempi, contava poco più di 500 abitanti, in maggioranza agricoltori. L’economia, infatti, era basata principalmente sull'agricoltura, pochi infatti si dedicavano ai lavori artigianali, poco diffusi nella zona.

## Monumenti e luoghi d'interesse
- Chiesa di Maria Santissima Immacolata - chiesa parrocchiale
- Cala Calazza - spiagga rocciosa situata sulla baia di Macari